# 夢鹿情謎
《夢鹿情謎》（匈牙利語：Testről és lélekről）是一部2017年的匈牙利電影，由伊爾蒂蔻·恩伊達執導，本片獲選為第67屆柏林影展正式競賽片，並獲得金熊獎。

## 劇情
在匈牙利，一間牛隻屠宰場裡，內向的安德烈在裡頭擔任財務總監，瑪莉亞是新來的肉類檢測員，有自閉症並有驚人的記憶力。某天，因公司有人偷取牛隻交配劑，警方請心理學家一起調查是誰偷取，而心理學家開始個別訪問全公司的所有員工，然而訪問的過程中安德烈和瑪莉亞發現彼此竟然做了相同的夢境，並在每晚的夢中相遇。
兩人在現實中，有了很多的交往和接觸，但瑪莉亞在現實中有人際交往的障礙，變得在愛情中發展困難。瑪莉亞透過兒童心理醫師尋求意見並實行，最後兩人在現實中都有了真正的連結。

## 演出名單
| 演員                  | 角色                      |
| --------------------- | ------------------------- |
| Géza Morcsányi        | 安德烈（Endre）男主角     |
| Alexandra Borbély     | 瑪莉亞（Mária）女主角     |
| Réka Tenki            | 克拉拉（Klára）心理學家   |
| Schneider Zoltán      | Jenő                      |
| Ervin Nagy            | 桑多（Sanyi）             |
| Itala Békés           | Zsóka                     |
| Éva Bata              | Jenő 的妻子               |
| Pál Mácsai            | Nyomozó 警察              |
| Zsuzsa Járó           | Zsuzsa                    |
| Nóra Rainer-Micsinyei | Rózsi                     |
| Tamás Jordán          | Mária orvosa 兒童心理醫師 |
| Zrinyi Gál Vince      | Béla                      |
| Fodor Annamária       | CD唱片銷售員              |
| Dankó István          | CD唱片銷售員              |

## 插曲
Laura Marling - 「What He Wrote」

## 外部連結
- 爛番茄上《夢鹿情謎》的資料（英文）
- 開眼電影網上《夢鹿情謎》的資料（繁體中文）
- 豆瓣电影上《夢鹿情謎》的資料 （简体中文）
- 时光网上《夢鹿情謎》的資料（简体中文）
- 互联网电影数据库（IMDb）上《夢鹿情謎》的资料（英文）